# 西浄寺 (加須市)
西浄寺（さいじょうじ）は、埼玉県加須市にある真言宗豊山派の寺院。

## 歴史
創建年代は不明である。ただ鎌倉時代のものと思われる板碑を所蔵していることから、その頃までには既に存在していたものと推測される。その後、慶長年間（1596年 - 1615年）に法印行信によって中興された。歴代住職は中興の行信から数えることになっている。
1997年（平成9年）、本堂が再建されている。

## 文化財
- 西浄寺青石塔婆群（加須市指定有形文化財 昭和61年12月8日指定）[2]

## 交通アクセス
- 加須ICより車9分。